# يوسف آباد سالار (مقاطعة فهرج)
يوسف‌آباد سالار (بالفارسية: یوسف‌آباد سالار) هي مستوطنة تقع في البلدة المركزية في إيران. يقدر عدد سكانها بـ 78 نسمة .